# ALEPH
Pour les articles homonymes, voir Aleph.
ALEPH, acronyme de (Apparatus for LEP PHysics at CERN) était un des quatre détecteurs de particules du Grand collisionneur électron-positon (LEP) au Conseil européen pour la recherche nucléaire (CERN). Il a été conçu pour explorer la physique prédite par le modèle standard et pour rechercher de nouvelles particules non prédites par ce modèle , , .

## Détecteur

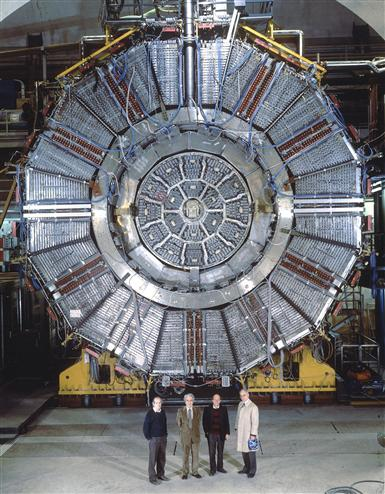
Le détecteur ALEPH avait en son cœur une chambre à projection temporelle pour détecter la direction et les impulsions des particules chargées avec une précision extrême. Au premier plan à gauche, Jacques Lefrançois, Jack Steinberger, Lorenzo Foa et Pierre Lazeyras. ALEPH était une expérience sur l'accélérateur LEP, qui a étudié les collisions à haute énergie entre électrons et positons (1989-2000)

Le détecteur ALEPH a été construit pour mesurer les événements créés par les collisions d'électrons-positons dans le LEP. Il a fonctionné de 1989 à 1995 dans la gamme d'énergie de la particule Z (environ 91 GeV) et plus tard (1995 à 2000) au-dessus du seuil de production de paires W (jusqu'à 100 GeV par faisceau). Les événements typiques avaient de nombreuses particules distribuées en jets sur tout le volume du détecteur. Le taux d'événements variait d'environ 1 Hz au pic de production du Z jusqu'à cent fois plus petit au moins aux énergies les plus élevées. Le détecteur ALEPH avait donc été conçu pour accumuler, pour chaque événement, autant d'informations sur autant d'angles solides que possible.
Ceci était réalisé par une disposition cylindrique autour du tube dans lequel le faisceau circulait avec le point d'interaction électron-positon au milieu. Un champ magnétique de 1,5 tesla était créé par une bobine supraconductrice de 6,4 m de long et 5,3 m de diamètre. La culasse de retour en fer était un cylindre dodécagonal avec deux plaques d'extrémité qui laissaient des trous pour un aimant de focalisation (quadripôle) de la machine LEP. Le fer avait une épaisseur de 1,2 m et était divisé en couches qui laissaient de l'espace pour l'insertion de couches de tubes de flux. De cette façon, la culasse de fer était un calorimètre hadronique entièrement équipé (HCAL), qui était lu dans 4608 tours projectives. À l'extérieur du fer, il y avait deux doubles couches de chambres à tubes de flux pour enregistrer la position et l'angle des muons qui avaient pénétré le fer .
À l'intérieur de la bobine se trouvait le calorimètre à photons électroniques (ECAL), conçu pour la résolution angulaire la plus élevée possible et l'identification des électrons. Il consistait en des couches alternées de plomb et de tubes lus dans 73 728 tours projectives, chacune subdivisée en trois zones de profondeur. Le détecteur central de particules chargées était la chambre de projection temporelle (TPC), de 4,4 m de long et 3,6 m de diamètre. Il fournissait une mesure tridimensionnelle de chaque segment de piste. De plus, il pouvait fournir jusqu'à 330 mesures d'ionisation pour une piste; cela était utile pour l'identification des particules. Le TPC entourait la chambre intérieure de voie (ITC) ; une chambre de dérive à fil axial avec des diamètres intérieur et extérieur de 13 cm et 29 cm et une longueur de 2 m. Il fournissait 8 coordonnées de piste et un signal de déclenchement pour les particules chargées provenant du point d'interaction. Le plus proche du tube dans lequel le faisceau circulait était un détecteur de vertex en bande de silicium. Pour chaque piste, cela mesurait deux paires de coordonnées, 6,3 cm et 11 cm de l'axe du faisceau sur une longueur de 40 cm le long de la ligne de faisceau. Le tube de poutre, en béryllium, avait un diamètre de 16 cm. Le vide à l'intérieur était d'environ 10−15 atm , .